# Esposende
Esposende est une municipalité (en portugais : concelho ou município) du Portugal, située dans le district de Braga et la région Nord.
Historiquement, il s'agit d'une petite ville de pêcheurs qui a su, au fil des années diversifier ses activités, sa vie économique et touristique. La vie nocturne y est également importante ; une bonne quantité de bars sont présents.

## Géographie
Esposende est limitrophe :
- au nord, de Viana do Castelo,
- à l'est, de Barcelos,
- au sud, de Póvoa de Varzim.

Esposende est distante de 40 km au nord de Porto et dispose en outre d'une façade maritime sur l'océan Atlantique.
Elle se situe sur la route Camino de Santiago.
Le sommet le plus élevé de la municipalité (nommé Maceira) culmine à près de 281 mètres d'altitude et se situe dans la paroisse (freguesia, en portugais) de Vila Chã.

### Climat
La municipalité est située au nord du Portugal. Le climat océanique y règne est comprend des températures assez homogènes durant l'année avec des étés modérés et ensoleillés (moyenne des températures comprises entre 17 et 25 °C) et des hivers doux et humides (moyennes de températures comprises entre 7 et 15 °C). L'amplitude thermique annuelle est faible grâce à l'influence océanique.

## Démographie
| 1801  | 1849   | 1900   | 1930   | 1960   | 1981   | 1991   | 2001   | 2004   |
| ----- | ------ | ------ | ------ | ------ | ------ | ------ | ------ | ------ |
| 4 157 | 12 545 | 15 161 | 19 452 | 23 966 | 28 652 | 30 101 | 33 325 | 34 625 |

| 2009   | 2011   | - | - | - | - | - | - | - |
| ------ | ------ | - | - | - | - | - | - | - |
| 35 716 | 31 786 | - | - | - | - | - | - | - |

## Subdivisions
Depuis la loi no 11-A/2013 du 28 janvier 2013, portant réorganisation administrative du territoire des freguesias, la municipalité d'Esposende regroupe 9 paroisses (freguesia, en portugais) contre 15 auparavant :
- Antas
- Apúlia e Fão (fusion d'Apúlia et Fão)
- Belinho e Mar (fusion de Belinho et Mar)
- Esposende, Marinhas e Gandra (fusion d'Esposende, Marinhas et Gandra)
- Fonte Boa e Rio Tinto (fusion de Fonte Boa et Rio Tinto)
- Forjães
- Gemeses
- Palmeira de Faro e Curvos (fusion de Palmeira de Faro et Curvos)
- Vila Chã

## Galerie

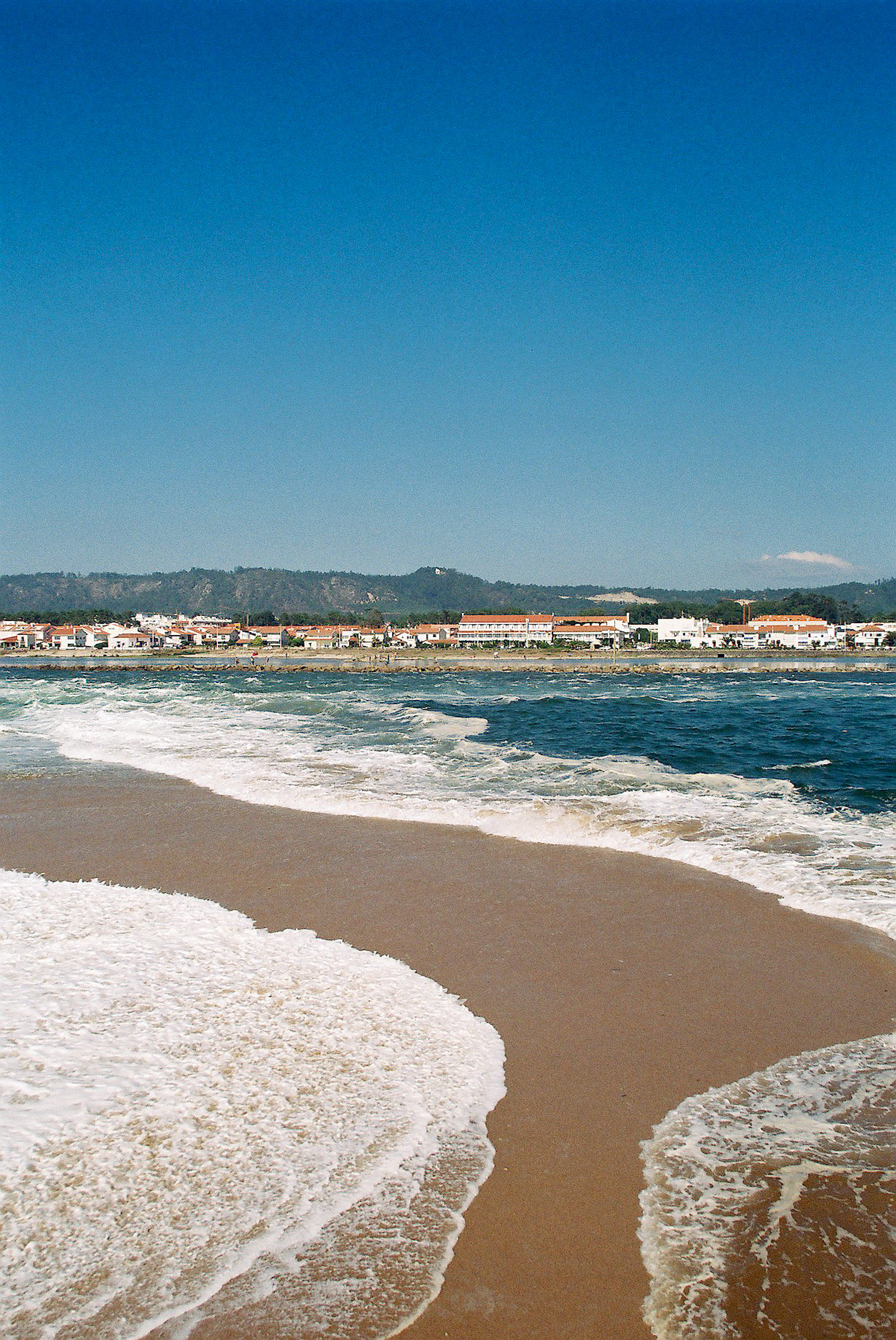
Cávado River à Esposende
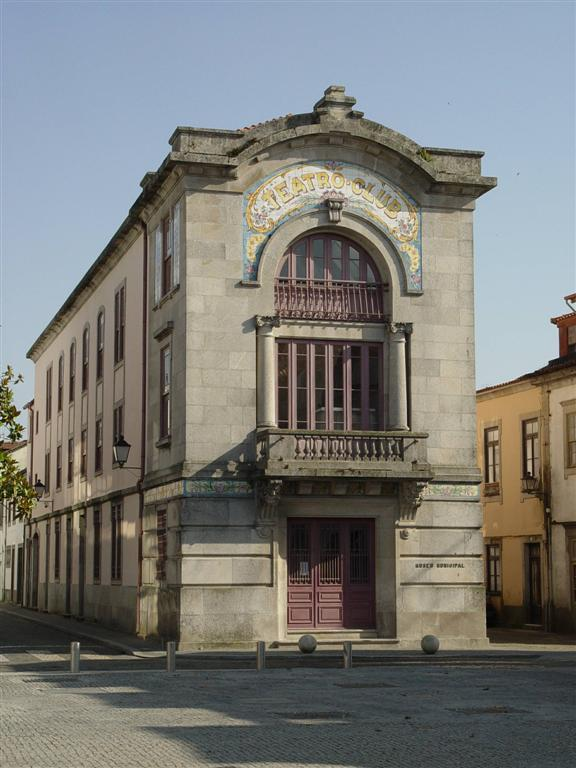
Musée Esposende
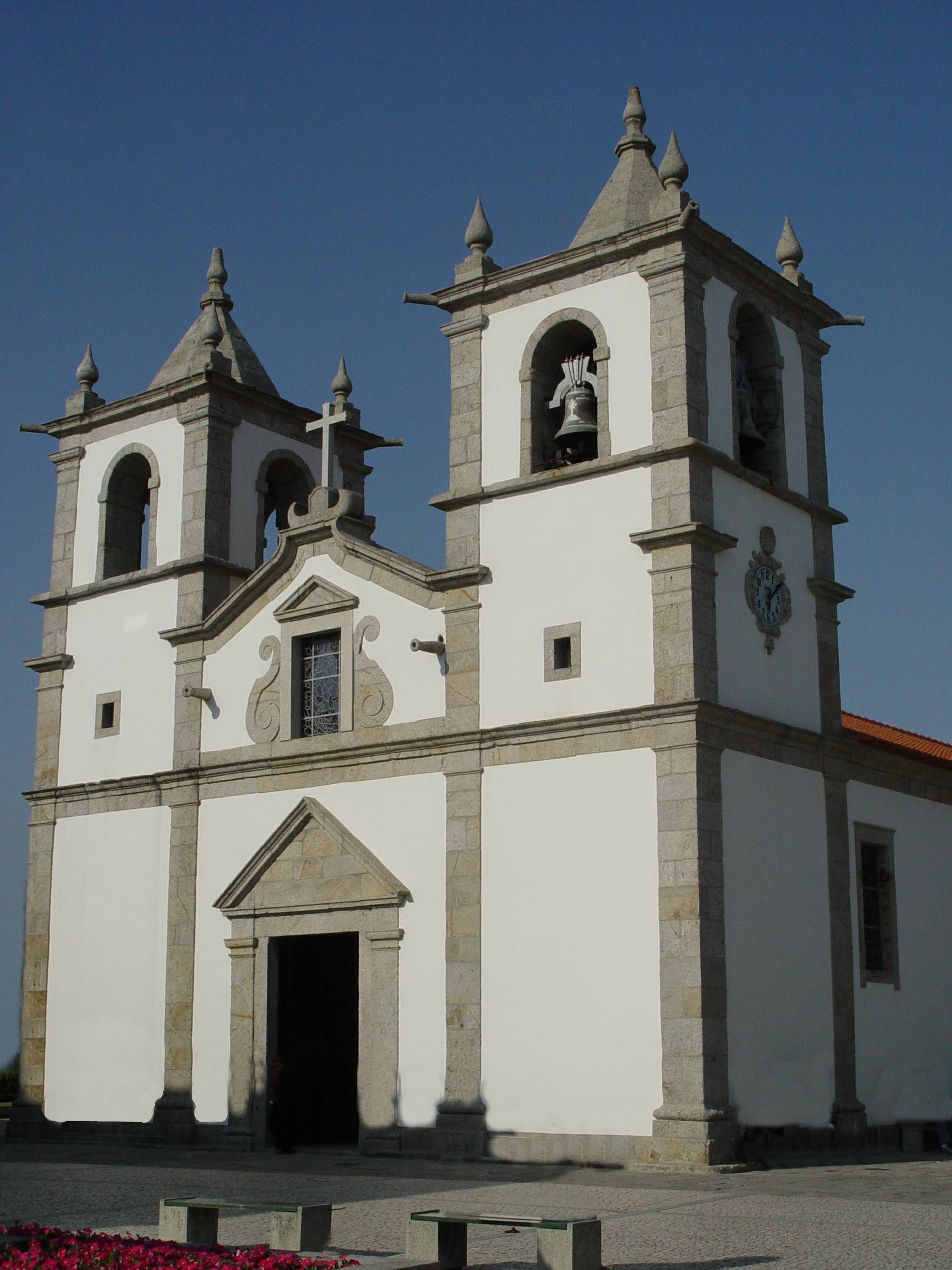
Eglise Matriz
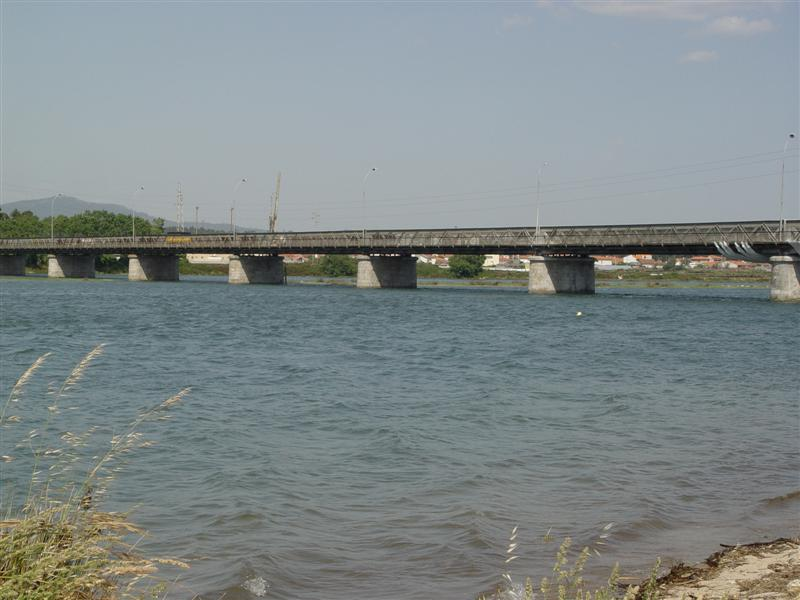
Pont Fão